# Peponium
Peponium là một chi thực vật có hoa trong họ Cucurbitaceae.

## Loài
Chi Peponium gồm các loài: